# Thermosbaena mirabilis
Thermosbaena mirabilis is een bronkreeftjessoort uit de familie van de Thermosbaenidae. De wetenschappelijke naam van de soort is voor het eerst geldig gepubliceerd in 1924 door Monod.